# Au temps du fleuve Amour
Au temps du fleuve Amour est le troisième roman d'Andreï Makine paru en 1994.

## Résumé
Au temps du fleuve Amour raconte l'histoire d'une adolescence en Sibérie, celle d'un garçon fasciné par l'Occident et obsédé par le film Le Magnifique avec Jean-Paul Belmondo,